# Mantador
Mantador è un centro abitato (city) degli Stati Uniti d'America, situato nella Contea di Richland, nello Stato del Dakota del Nord. Nel censimento del 2000 la popolazione era di 71 abitanti. La città è stata fondata nel 1893. Appartiene all'area micropolitana di Wahpeton.

## Geografia fisica
Secondo i rilevamenti dell'United States Census Bureau, la località di Mantador si estende su una superficie di 0,40 km², tutti occupati da terre.

## Popolazione
Secondo il censimento del 2000, a Mantador vivevano 71 persone, ed erano presenti 15 gruppi familiari. La densità di popolazione era di 194 ab./km². Nel territorio comunale si trovavano 37 unità edificate. Per quanto riguarda la composizione etnica degli abitanti, il 100% era bianco.
Per quanto riguarda la suddivisione della popolazione in fasce d'età, il 29,6% era al di sotto dei 18, l'8,5% fra i 18 e i 24, il 28,2% fra i 25 e i 44, il 18,3% fra i 45 e i 64, mentre infine il 15,5% era al di sopra dei 65 anni di età. L'età media della popolazione era di 36 anni. Per ogni 100 donne residenti vivevano 97,2 maschi.